# Norbert Van de Walle
Norbert Van de Walle (Beveren, 27 januari 1941) is een Belgisch tafeltennisser. Hij kwam een tijdlang uit voor de Verenigde Staten.

## Levensloop
Eind de jaren 40 vertrok het gezin Van de Walle - met de toen achtjarige Norbert - naar de Verenigde Staten, alwaar ze zich vestigden te Chicago.
In 1954 speelde hij zijn eerste officiële wedstrijd en omstreeks 1955 maakte hij deel uit van het US Junior Team. Tot 1963 speelde "Norby", zoals hij door de Amerikanen werd genoemd, voor het Amerikaanse nationale team. Hij werd geselecteerd voor drie US World Teams. Na zijn succesvolle carrière in het Amerikaanse tafeltennis keerde Van de Walle in 1963 terug naar België. Hij behaalde in totaal vijftien Belgische titels, waarvan zes in het 'individueel spel', vier in de 'dubbel' en vijf in de 'dubbel gemengd'. Daarnaast verzamelde hij 215 caps voor de nationale ploeg. In december 2004 werd Van de Walle door USA Table Tennis, het overkoepelend orgaan van het Amerikaanse tafeltennis, opgenomen in hun "USA Table Tennis Hall of Fame".
Actueel woont Van de Walle nog steeds in België, in de Oost-Vlaamse deelgemeente Kieldrecht van de Waaslandse gemeente Beveren.